# Montes del Sulcis
Los Montes del Sulcis (en italiano, Monti del Sulcis) es una cadena montañosa en Cerdeña, Italia. Junto con el macizo del Monte Linas, del que está separado por la llanura aluvial del río Cixerri, forman las montañas Sulcis-Iglesiente, una de las formaciones geológicamente más antiguas de la isla.

## Geología
La estructura geológica de los Montes del Sulcis es bastante intrincada, debido a su muy antiguo origen que, en las primeras formaciones, data de hace más de 600 millones de años (período cámbrico). Su edad se muestra también por la naturaleza bastante suaves de sus relieves, con unos pocos picos por encima de 1.000 m de altitud, presentando lo que queda de la erosión superficial que ha dejado en parte incólumne las intrusiones magmáticas y las rocas metamórficas originadas antes de la orogenia hercínica.
El lado occidental de la cadena ha quedado bastante suave por la erosión y los procesos de inundación, con modestos relieves. Los sectores interior y orientales son más irregulares y abruptos, con numerosos relieves y estrechos valles. El lado occidental contiene las formaciones más antiguas del Cámbrico, formado por depósitos sedimentarios de origen marino, más tarde sujetos a fenómenos metamórficos. Aquí la topografía cárstica también está presente en las cuevas de Is Zuddas.
La mayor parte de las formaciones sedimentarias del Carbonífero al Pérmico pasaron por procesos metamórficos en la orogenia hercínica, y a la intrusión de mármoles graníticos. La erosión post-variscana y los ascensos tectónicos del Cenozoico causaron la apariencia de leucogranitos magmáticos e intrusiones de esquistos metamórficos que han hecho el sector oriental más heterogéneo.
Las formaciones tipo meseta a los pies de la cadena tienen un origen doble: en el lado occidental están las más antiguas (Cenozoico), formadas por depósitos aluviales y, particularmente, por lava; en el lado oriental y suroriental hay en lugar de ello pequeños depósitos aluvionales del Cuaternario.

## Principales picos
- Monte Is Caravius (1116 m)
- Monte Tiriccu (1105 m)
- Punta Sa Cruxitta (1093 m)
- Monte Sa Mirra (1087 m)
- Monte Lattias (1086 m)
- Monte Nieddu (1040 m)
- Monte Maxia (1017 m)
- Sa Punta Sa Berrita de Currei (1008 m)
- Punta Rocca Steria (1008 m)
- Punta Sebera (979 m)
- Monte Genna Spina (970 m)
- Punta Allimeddus (966 m)
- Monte Arcosu (948 m)